# Benvenuti in casa Esposito
Benvenuti in casa Esposito è un film del 2021 diretto da Gianluca Ansanelli.
Il film si ispira liberamente al romanzo omonimo dell'umorista Pino Imperatore.

## Trama
Tonino non è credibile nei panni del boss camorrista e non riesce a farsi rispettare, né dalla sua famiglia né da quelli sui quali dovrebbe comandare. Così alla morte di suo padre l'eredità di capozona del rione Sanità non passa a lui ma a don Pietro De Luca, che cerca di tenerlo alla larga il più possibile dai suoi affari. La vicenda si complica quando la figlia di Tonino si innamora del figlio di un magistrato, incaricato di indagare proprio sui traffici illeciti di don Pietro.

## Promozione
Per pubblicizzare il film in anticipo, è stata pubblicata una clip di Capodanno sui social il 30 dicembre 2020. Il primo trailer del film invece è stato diffuso il 17 agosto 2021.

## Distribuzione
Il film è stato distribuito nelle sale cinematografiche il 23 settembre 2021 da Vision Distribution.
A partire dal 13 febbraio 2023 è disponibile per la visione anche sulla piattaforma streaming Netflix.